# Xavier Douroux
Pour les articles homonymes, voir Douroux.
Xavier Douroux, né en 1956 à Dole (Jura) et mort dans la nuit du 28 au 29 juin 2017, est le co-fondateur du plus ancien centre d'art en France.

## Biographie

### Naissance et études
Xavier Douroux naît en 1956 à Dole dans le département du Jura. Dans les années 1970, à l'Université de Dijon, il suit les cours d’art contemporain de Serge Lemoine.

### Carrière
En 1977 il cofonde l'association Le Coin du Miroir. La même année il cofonde le Consortium de Dijon. C'est plus ancien centre d'art en France, d'après le magazine Les Inrocks. Il en est le directeur. En 1982 il édite le premier catalogue français de l’artiste américaine Cindy Sherman. En 1992 il co-fonde la maison d’édition Presses du réel. En 1997, avec les artistes Pierre Huyghe, Charles de Meaux, Philippe Parreno et Dominique Gonzalez-Foerster, il crée une société de production de cinéma, Anna Sanders.
Il porte un projet de rénovation de la place des arts plastiques en Bourgogne appelé « Musée sociétaire ». En octobre 2015 ce projet est dans une convention signée entre le FRAC Bourgogne et Le Consortium, avec le soutien unanime de l’État et de la Région Bourgogne dans le but préparer la fusion totale du FRAC et du Consortium. Mais la nouvelle majorité issue des élections régionales fait fi des engagements conventionnels pourtant établis avec l’appui du Conseil Régional précédent. 
En février 2017 il est commissaire de la retrospective "Hartung et les abstraits".

### Mort
Xavier Douroux meurt dans la nuit du 28 au 29 juin 2017, à 61 ans des suites d’une longue maladie, à l'hôpital Cochin à Paris.